# Обліпиха верболиста
Обліпиха верболиста (Hippophae salicifolia) — дерев'яниста рослина, вид роду Обліпиха (Hippophae) родини Маслинкові (Elaeagnaceae).

## Поширення
Поширена в середніх і східних Гімалаях — росте на півдні китайського автономного району Сіньцзян, в гірських районах Індійського субконтиненту, Бутані, Індії, Непалі.

## Ботанічний опис
Дерево заввишки 10-15 м. Гілки пониклі, колючки відсутні. Стовбур 30 см в діаметрі. Черешок 2-3 мм завдовжки. Листові пластинки білуваті, з червоно-коричневими жилками.
Листя ланцетної форми, гострі, темно-зеленого кольору, довжина 4,5-8 см, ширина 0,6-1,5 см . Чоловічі квітки 2,5-4 мм довжиною, пиляки 2-2,5 мм. Жіночі чашечки завдовжки близько 2 мм.
Плід — кістянка жовтого кольору, довжина становить 5-7 мм, форма кругла.

## Значення і застосування
Природні місця проживання — райони з кам'янистим ґрунтом, часто біля річок і струмків. Висота поширення 2 200 — 3 500 м. Людиною обліпиха верболиста використовується з 1822 року — листя цієї рослини використовуються для приготування чаю, а плоди застосовують для полірування золота і срібла. Листя згодовують коням та вівцям, і тварини гладшають. Рослини містять каротин, який впливає не покращення зору. Обліпиховою олією лікують опіки, обморожування, екземи, виразки шлунка. Вона загоює рани і зменшує біль. 